# 斯坎达莱
斯坎达莱（義大利語：Scandale），是意大利克罗托内省的一个市镇。总面积53.7平方公里，人口3310人，人口密度61.6人/平方公里（2009年）。